# Фонд Джона Темплтона
Фонд Джона Темплтона — благотворительная организация, основанная в 1972 году британским инвестором Джоном Темплтоном. Занимается поддержкой исследовательских и образовательных проектов, связанных с наукой, религией и духовной жизнью. За историю своего существования фонд выделил на эти цели более 3000 грантов общим объемом 1,8 млрд долларов. До 2006 года фонд возглавлял сам Джон Темплтон, позднее руководство перешло к его сыну Джеку. С 2015 года президентом фонда является Хэзер Темплтон, внучка его основателя. При поддержке фонда ежегодно присуждается Темплтоновская премия, а также действует одноименное издательство.
Как замечал про данный фонд Дэвид Слоан Уилсон: "Его основатель, сказочно успешный инвестор, был набожным, но также любил науку. Он рассматривал их как две формы мудрости, которые можно интегрировать друг с другом, и это стало миссией его фонда". По замечанию Уилсона, фонд в частности помог "сдвинуться с мертвой точки" развитию концепции позитивной психологии, начало которой было положено психологом Мартином Селигманом.